# Wenn süß das Mondlicht auf den Hügeln schläft (Roman)
Wenn süß das Mondlicht auf den Hügeln schläft (Originaltitel: At the Height of the Moon) ist ein Roman von Eric Malpass aus dem Jahr 1967. Die deutsche Übersetzung von Margret Schmitz erschien erstmals 1968 im Rowohlt Verlag.
Der Roman ist nach Morgens um sieben ist die Welt noch in Ordnung der zweite der sieben Gaylord-Romane von Eric Malpass. Der englische Originaltitel lautet At the Height of the Moon (was man wohl – sehr frei aber zum Inhalt passend – mit „Bei Vollmond“ übersetzen könnte) und ist ebenfalls 1967 erschienen.

## Inhalt
Der Roman handelt von Familie Pentecost, die die Kinder des bei einem Flugzeugabsturz verunglückten Bruders von May Pentecost bei sich aufnimmt. Im Landhaus der Familie, das von Großvater John, Vater Jocelyn, Mutter May, Sohn Gaylord und Tochter Amanda bewohnt wird, haben die Halbwaisen Imogen (Jenny), David und Emma einen schweren Stand. Bis sie zu ihrer Mutter, die bei dem Absturz schwer verletzt wurde, zurückkehren können, passieren Dinge, die für die eine oder andere Krise im Haushalt sorgen.

## Titel (Zitat)
Der deutsche Titel des Romans zitiert eine Stelle aus William Shakespeares Komödie Der Kaufmann von Venedig: Im fünften Aufzug treten in der ersten Szene („In solcher Nacht“) Lorenzo und Jessica vor Porzias Haus auf. Lorenzo beginnt das traute Zwiegespräch mit
Der Mond scheint hell. In solcher Nacht wie diese,

Da linde Luft die Bäume schmeichelnd küsste ...

und sagt etliche Verse später (nachdem er die Musikanten aus dem Haus holen ließ)
Wie süß das Mondlicht auf dem Hügel schläft!

(orig.: How sweet the moonlight sleeps upon this bank!)

Hier sitzen wir und lassen die Musik

Zum Ohre schlüpfen; sanfte Still und Nacht,

Stimmt zu den Klängen süßer Harmonie.

## Verfilmung
Der Roman wurde 1969 von Wolfgang Liebeneiner für das Kino verfilmt. Im Jahr zuvor entstand die erste Romanadaption Morgens um sieben ist die Welt noch in Ordnung unter der Regie von Kurt Hoffmann.

## Buchausgaben
- Englischer Originaltext: Eric Malpass: At the Height of the Moon. House of Stratus, 2009, ISBN 0-7551-0190-1 (214 S.).
- Deutsche Erstausgabe: Eric Malpass: Wenn süß das Mondlicht auf den Hügeln schläft. Rowohlt, Reinbek bei Hamburg 1968 (222 S.). (12 Wochen lang in den Jahren 1968 und 1969 auf dem Platz 1 der Spiegel-Bestsellerliste)
- Taschenbuch: Eric Malpass: Wenn süß das Mondlicht auf den Hügeln schläft. Rowohlt, Reinbek bei Hamburg 1975, ISBN 3-499-11794-0 (186 S.).